# گمینا میلتس
گمینا میلتس (به لهستانی:  Gmina Mielec) یک گمینا در لهستان است که در شهرستان میلتس واقع شده‌است. گمینا میلتس ۱۲۲٫۱۲ کیلومتر مربع مساحت و ۱۲٬۱۱۲ نفر جمعیت دارد.